# (500042) 2011 SK192
(500042) 2011 SK192 es un asteroide perteneciente al cinturón de asteroides, descubierto el 4 de septiembre de 2011 por el equipo del Pan-STARRS desde el Observatorio de Haleakala, Hawái, Estados Unidos.

## Designación y nombre
Designado provisionalmente como 2011 SK192.

## Características orbitales
2011 SK192 está situado a una distancia media del Sol de 3,169 ua, pudiendo alejarse hasta 3,441 ua y acercarse hasta 2,897 ua. Su excentricidad es 0,085 y la inclinación orbital 8,508 grados. Emplea 2060,81 días en completar una órbita alrededor del Sol.

## Características físicas
La magnitud absoluta de 2011 SK192 es 16,2.